# Kås Hovedgård
 For alternative betydninger, se Kås (flertydig). (Se også artikler, som begynder med Kås)
Kås er en hovedgård i  Lihme Sogn i det tidligere Rødding Herred, Viborg Amt, nu Skive Kommune.
Kås ligger på vestsiden af Salling syd for Kås Sø og øst for den fredede halvø i Kås Hoved ved  nordenden af Venø Bugt og sydenden af Kås Bredning i Limfjorden.
Kås var stamsæde for den uddøde uradelsslægt Kaas, og gården er kendt tilbage til Erik Menveds tid først i 1300-tallet. 
Hovedbygningen på Kås er opført i 1636 af rigsråd Niels Krag og sidefløjen i 1791 af Jens de Hofman , der også opførte ladegården. Den ligger på en forhøjning omgivet af tørlagte voldgrave. Den toetages hovedbygning på en hvælvet kælder er opført af teglsten; nordøstjørnet har haft et tårn. Resten  er fredet.  Den middelalderlige herregård blev nedbrændt af Skipper Clement under Grevens Fejde i 1534. Den oprindelige gård lå øst for den nuværende hovedbygning.
Herregården  har  siden 1954 været i   familien Færchs eje (R. Færchs Fabrikker) og benyttes af hele koncernen til repræsentative formål, kurser og lignende.
Til Kås hører 440 hektar, hvoraf de 220 er hede , søen er 55 ha, et engareal 55 ha og 110 ha skov. 

## Eksterne kilder og henvisninger
1. ↑  hofman-bang.net

- J.P. Trap: Kongeriget Danmark, 4. udg. 1925
- faerch.dk Arkiveret 1. juli 2007 hos  Wayback Machine
- gravstenogepitafier.dk
- Kås' historie

56°36′27″N 8°41′57″Ø / 56.60750°N 8.69917°Ø